# 前頭神経
前頭神経（ぜんとうしんけい）は三叉神経第1枝である眼神経の最も大きな枝で、その大きさと方向から眼神経の延長とみなされることもある。上眼窩裂より眼窩に入り、腱輪と共に走行するのではなく、上眼瞼挙筋と骨膜の間を前方へ向けて走行し、滑車上神経、眼窩上神経の2つの枝に分かれる。

## 機能
一般体性求心性神経線維により、額の皮膚、前頭洞粘膜、上眼瞼皮膚における知覚を司る。

## 追加画像

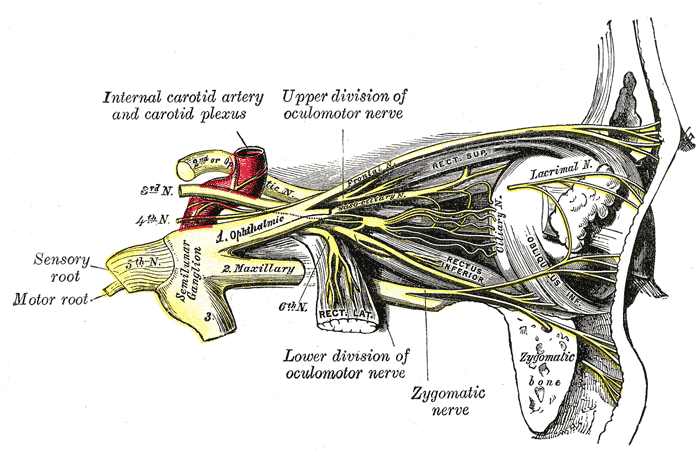
Nerves of the orbit, and the ciliary ganglion. Side view.